# Jurowka (Kraj Krasnodarski)
Jurowka (ros. Юровка) – wieś w Rosji, w Kraju Krasnodarskim, w rejonie anapskim. W 2010 liczyła 3537 mieszkańców.